# گوانگیوسان
گوانگیوسان (به لاتین: Gwanggyosan) یک کوه در کره جنوبی است که در کره جنوبی واقع شده‌است. گوانگیوسان ۵۸۲ متر بالاتر از سطح دریا واقع شده‌است.